# Xenotoca
Genre
Xenotoca est un genre de poisson de la famille des Goodeidae et de l'ordre des Cyprinodontiformes du Mexique. 

## Liste des espèces
Selon FishBase (30 juillet 2017) et World Register of Marine Species (30 juillet 2017) :
- Xenotoca eiseni (Rutter, 1896)
- Xenotoca melanosoma Fitzsimons, 1972
- Xenotoca variata (Bean, 1887)